# Podmuchy wiatru
Podmuchy wiatru – powieść Jamesa Pattersona poprzedzająca The Lake House; stała się inspiracją cyklu Maximum Ride.

## Opis fabuły
Akcja powieści toczy się w miasteczku Bear Bluff, w stanie Kolorado, a jej główną bohaterką jest Frannie O’Neill, doktor weterynarii, której mąż zginął trzy lata przed opisanymi wydarzeniami. Spokojne życie dr O’Neill zmienia się diametralnie, gdy spotyka na swojej drodze Kita Harrisona, agenta FBI w stanie spoczynku, który wynajmuje domek w lesie nieopodal jej kliniki. Pewnej nocy, po tajemniczej śmierci jednego ze swoich przyjaciół, Frannie zauważa biegnącą przez las skrzydlatą dziewczynkę. Wkrótce okazuje się, że ma ona na imię Max i dorastała w przerażającym miejscu zwanym przez nią „Szkołą”, zanim uciekła stamtąd wraz z młodszym bratem, Matthew, z którym rozdzieliła się w trakcie ucieczki. Frannie, Max i Kit włamują się do Szkoły, gdzie znajdują resztę skrzydlatego „stadka” – Petera i Wendy – bliźniaki o azjatyckich rysach, niewidomego chłopca imieniem Ikar oraz Oza. Razem z nimi opuszczają potworne miejsce, po czym Kit dzwoni po wsparcie FBI. Szukając schronienia, wracają do kliniki dr O’Neill, jednak odkrywają, że została ona spalona. Co więcej, zostają tam schwytani przez pracujących w Szkole ludzi w białych fartuchach i byłego opiekuna dzieci – okrutnego mężczyznę nazywanego przez nie „Wujkiem Tomem”.

## Postacie
Uwaga: Przedstawione postaci różnią się od tych z serii Maxiumum Ride, pomimo iż noszą takie same imiona.
- Max – Jedenastoletnia dziewczynka o złocistych włosach i zielonych oczach, starsza siostra Matthew. Jej imię to skrót od „Maximum”, ale ludzie ze Szkoły nazywają ją „Tinkerbell” (Dzwoneczek). Ma białe, ozdobione srebrno-niebieskimi znaczeniami skrzydła o rozpiętości niemal trzech metrów. Frannie stwierdza, że dziewczyna ma IQ równe 180, choć Max uważa, że tylko 149.
- Dr Frannie O’Neill – Weterynarz, która znajduje Max.
- Kit Harrison – Agent FBI, który stracił żonę i dzieci w katastrofie lotniczej. Zamiast spędzać wakacje w Nantucket, przyjeżdża do Kolorado by na własną rękę prowadzić dochodzenie sprzed wielu lat. Mieszka w domku w lesie, nieopodal kliniki weterynarii dr O’Neill.
- Ozymandias – Najstarszy z chłopców, samiec alfa, nazwany na cześć Ozymandiasa – potężnego Egipskiego króla. W razie śmierci Max to on zostałby przywódcą stada. Jest niewiele młodszy niż dziewczyna i zdaje cię być od niej silniejszy. Ma zielone oczy, a jego skrzydła, podobnie jak włosy, są brązowe.
- Ikar – Niewidomy chłopiec o pięknych, długich, popielatych włosach, nazwany po bohaterze greckiej legendy. Reszta dzieci komunikuje się z nim podczas lotu za pomocą ćwierkania i gwizdania, tak, by się nie zgubił.
- Peter – Czteroletni chłopiec, nazwany po Piotrusiu z Piotrusia Pana, brat bliźniak Wendy. On i jego siostra mają chińskie korzenie. Choć są najmłodsi ze stada, cechuje ich najwyższy iloraz inteligencji.
- Wendy – Siostra bliźniaczka Petera, podobnie jak brat nazwana po bohaterce Piotrusia Pana. Ma białe skrzydła o niebieskich końcówkach i, podobnie jak brat, ciemne włosy obcięte „na pieczarkę”. Według Max do wszystkich starszych kobiet zwraca się „mama”.
- Matthew – Brat Max, nazywany przez ludzi ze Szkoły „Piotrusiem Panem”. Ma białe skrzydła ze srebrnymi i ciemnoniebieskimi znaczeniami. Kocha siostrę i gdy zostaje złapany, stara się utrzymać ją z dala od naukowców ze Szkoły.
- Harding Thomas – Opiekun dzieci, nazywany przez nie „Wujkiem Tomem”, człowiek okrutny i pozbawiony skrupułów. Udaje przyjaciela Max i Matthew, by wydobywać od nich informacje lub zwabić ich z powrotem do Szkoły.
- Ewa – Siostra Adama. Przetrwała, chociaż pozostałe dzieci wierzyły, że wraz z bratem zostali „ułożeni do snu”. Według Max IQ obojga rodzeństwa jest „nie z tej ziemi”.
- Adam – Brat Ewy, urodził się w roku 1994, podobnie jak Peter i Wendy. Pozostałe dzieci sądziły, że nie żyje, jednak w rzeczywistości został adoptowany przez przyjaciółkę dr O’ Neill – Gillian – która zmieniła mu imię na Michael. Jest blondynem o oczekiwanej długości życia 200 lat, jednak ginie w wypadku samochodowym w wieku zaledwie czterech. Gdy pozostałe dzieci są więzione w domu Gillian, pomaga Kitowi i Frannie uciec i je odnaleźć.
- Gillian Puris – Przyjaciółka Frannie, żona doktora Peysera i matka, choć nie wiadomo czy biologiczna, Adama oraz Ewy. Pomimo iż wydaje się mądra i życzliwa, jest zamieszana w działalność Szkoły i ma za zadanie obserwować Frannie po śmierci jej męża (który współpracował niegdyś z resztą naukowców). Gillian organizuje w swoim domu aukcję, podczas której stara się sprzedać cudowne dzieci bogatym firmom. Gdy to się nie udaje, próbuje uciec wraz z mężem i synem, ale ginie w wypadku samochodowym.
- Dr Peyser – Dyrektor i założyciel Szkoły, wszczepiający kobietom zmutowane embriony, by rodziły się dzieci które później trafią do placówki. Pracuje również w klinice In Vitro, gdzie przyjmuje porody i odbiera niemowlęta matkom, mówiąc, że umarły.